# 狂気の行方
『狂気の行方』（きょうきのゆくえ、My Son, My Son, What Have Ye Done）は2009年のアメリカ・ドイツのスリラー映画。監督はヴェルナー・ヘルツォーク、出演はマイケル・シャノンとウィレム・デフォーなど。1979年にアメリカで実際に起きた実母殺害事件から着想を得ている。2009年9月5日に第66回ヴェネツィア国際映画祭で初上映され、金獅子賞にノミネートされた。
日本では劇場未公開だが、2011年12月2日にDVDが発売された。
原題の「My Son, My Son, What Have Ye Done?（息子よ、何てことをしたの?）」は殺された母親が息子に対して最期に放った言葉である。

## ストーリー
サンディエゴの閑静な住宅街で殺人事件が起きる。実母を殺したブラッド・マッカラムは何者かを人質にとって自宅に立てこもる。ヘイヴンハースト刑事らはブラッドの説得にあたる一方で、現場に駆けつけたブラッドの婚約者イングリッドやブラッドをよく知る舞台演出家リー・マイヤーズ、そして事件現場となった向かいの家の住人ロバーツ母娘から、事件に至る経緯を聞く。
過干渉な母親と2人暮らしで極度なマザコンだったブラッドは、ペルーに行ってから人が変わったようになり、異常な言動を繰り返していた。また、舞台俳優だったブラッドはギリシア悲劇の主演俳優として稽古に参加していたが、母殺しの役を演じる中で更に言動が異常なものとなって行き、遂には役を降ろされてしまう。
ブラッドの異常さに恐怖を感じた母親は、ある朝、向かいのロバーツ家にブラッドとともにやって来る。ところがロバーツ母娘と4人でコーヒーを飲んでいる最中、ブラッドは舞台で使うつもりで叔父からもらった剣で母親を殺してしまう。
イングリッドの語りかけでブラッドの人質が、彼の飼っていたペットのフラミンゴだと判明する。「人質」を解放するために出て来たブラッドをSWATが取り囲み、ブラッドはあえなく逮捕された。

## キャスト
- ブラッド・マッカラム: マイケル・シャノン - 舞台俳優。
- ハンク・ヘイヴンハースト刑事: ウィレム・デフォー - 事件現場を仕切る。
- イングリッド: クロエ・セヴィニー - ブラッドの婚約者。舞台女優。
- テッド: ブラッド・ドゥーリフ - ブラッドの叔父。
- ヴァーガス刑事: マイケル・ペーニャ - ヘイヴンハースト刑事の相棒。
- リー・マイヤーズ: ウド・キア - 舞台演出家。
- ミス・ロバーツ: ロレッタ・デヴァイン - ブラッドの向かいの家の住人。殺人現場に居合わせた。
- マッカラム夫人: グレイス・ザブリスキー - ブラッドの母親。息子に対して過干渉。
- ロバーツ夫人: イルマ・P・ホール - ミス・ロバーツの母親。殺人現場に居合わせた。

## 作品の評価
Rotten Tomatoesによれば、批評家の一致した見解は「不可解で本題からそれている、この理解しがたい金目当ての粗悪な作品には、オフビートなムードに対するヴェルナー・ヘルツォーク監督の偏愛はあるが、彼のこれまでの狂気への旅を説得力のあるものにしていた不条理なユーモアや深みには欠けている。」であり、41件の評論のうち高評価は49%にあたる20件で、平均点は10点満点中5.80点となっている。
Metacriticによれば、13件の評論のうち、高評価は6件、賛否混在は6件、低評価は1件で、平均点は100点満点中59点となっている。